# Cladonia coniocraea
Espèce
Cladonia coniocraea  est une espèce de lichen relativement répandue et abondante, retrouvée le plus fréquemment en zone forestière. On en trouve par exemple en Amérique du Nord (une partie des États-Unis et du Canada), en Europe centrale et en Asie.

## Description
Cette espèce est constituée d'un thalle foliacé petit et découpé, de couleur gris-vert ou olive, et d'un podetion dressé, cylindrique et pourvu ou non de très petites coupes.

## Habitat
Ce lichen peut se trouver sur de la mousse, de l'écorce vivante ou sur de bois (par exemple des souches de pins ou sur des bouleaux âgés, ou encore sur des châtaigniers), rarement sur sol.
C'est une espèce nitrophile (qui aime les nitrates).